# Чайлдуикбери

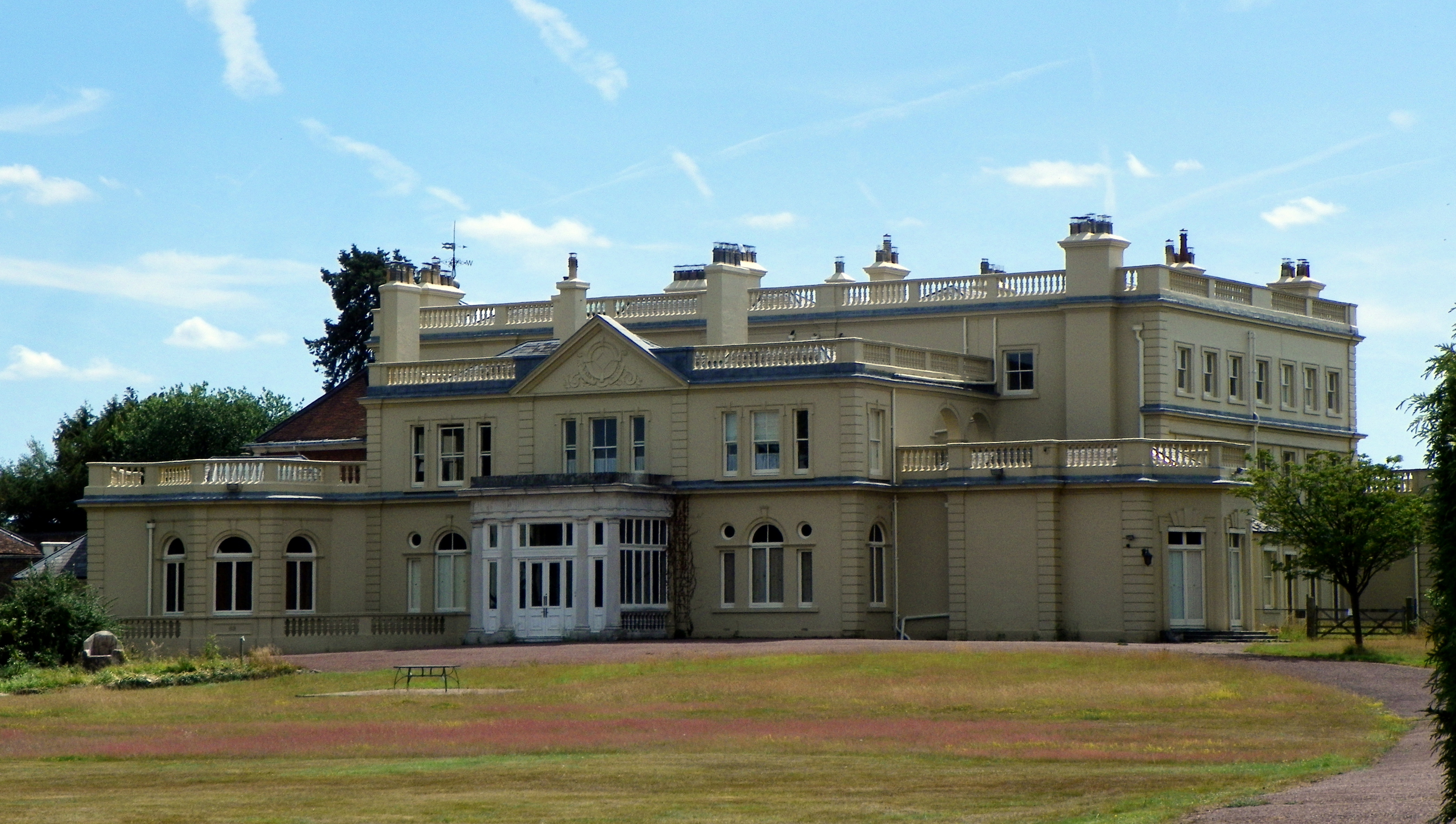
Поместье Чайлдуикбери

Поместье Чайлдуикбери (Childwickbury Manor) — это поместье в деревне Чайлдуикбери, графство Хартфордшир, Англия, между Сент-Олбансом и Харпенденом.

## История
Семья Ломакс купила дом в 1666 году и жила там до 1854 года, когда Джошуа Ломакс продал его Генри Хейману Тулмину, богатому судовладельцу, Верховному Шерифу Хартфордшира и мэру Сент-Олбанса. Тулмин оставил имение сэру Джону Бланделлу Мейплу примерно 20 лет спустя. Внучка тулмина, писательница Мэри Карбери, родилась в этом доме.[1]
Сэр Джон Бланделл Мейпл, 1-й баронет, разводил и скакал на чистокровных лошадях, построил конезавод Чилдвикбери в очень успешной коневодческой компании. Другой известный владелец скаковых лошадей, Джек Барнато Джоэл, купил поместье, включая конный завод, в 1906 году. После его смерти в 1940 году руководство операцией взял на себя его сын Джим Джоэл. Он тоже стал успешным владельцем скаковых лошадей и производителем, Джим поддерживал собственность до 1978 года, когда завод и поместье были проданы отдельно.
Это было объявлено таким образом:
"В особняке, построенном в 18 веке, есть 12 гостиных, 18 спален и гардеробных, 11 спален для прислуги и 10 ванных комнат. Безукоризненно Ухоженная Лесная Территория. обнесенный стеной сад. Двор с гаражом и квартирой. Контора По           Недвижимости. Викторианский Молочный дом площадью около 19 акров [77 000 м2]. Два каретных сарая с великолепным конюшенным двором с загоном и лесом площадью 16 акров [65 000 м2]. Фермы Чипсайд и Шэффорд, 2 хорошо  оборудованные кукурузные и животноводческие фермы площадью около 724 акров [2,9 км2]. 146 акров [591 000 м2] бревенчатого парка, 37 акров [150 000 м2] огражденного загона и 104 АКРА [421 000 м2] ценной коммерческой древесины”. Кроме того, там было " 18 привлекательных домов и коттеджей, некоторые с загонами. Старая мельница и другие здания для переоборудования, конезаводы, 30 свободных коробок, потенциальная школа верховой езды, а также рыбалка в реке Вер и мельничные гонки. Общая площадь 1100 акров [4,5 км]"                                                                                                                                                                                                  
Конезавод был продан маркизе де Мораталле.

### Нынешний владелец
Кинорежиссер Стэнли Кубрик купил поместье в 1978 году. Он использовал поместье как дом и  центр для производства кинокартин. Он жил там до своей смерти в 1999 году и был похоронен на его территории вместе со своей старшей дочерью Аней Кубрик, которая умерла в 2009 году. Его вдова, Кристиана Кубрик, до сих пор живет в особняке, а один из их внуков управляет звукозаписывающей студией, расположенной рядом с ней, в качестве звукорежиссера.